# Episodi di Homeland - Caccia alla spia (seconda stagione)
La seconda stagione della serie televisiva Homeland - Caccia alla spia (Homeland), composta da 12 episodi, è stata trasmessa in prima visione assoluta negli Stati Uniti d'America dal canale via cavo Showtime dal 30 settembre 2012 al 16 dicembre 2012.
In Italia, la stagione è andata in onda in prima visione sul canale satellitare Fox dal 30 gennaio al 17 aprile 2013. È stata trasmessa in chiaro dal 7 ottobre all'11 novembre 2018 sul 20.
Il cast principale di questa stagione è formato da Claire Danes, Damian Lewis, Morena Baccarin, David Harewood, Diego Klattenhoff, Jamey Sheridan, David Marciano, Navid Negahban, Jackson Pace, Morgan Saylor e Mandy Patinkin.
| n° | Titolo originale      | Titolo italiano       | Prima TV USA      | Prima TV Italia  |
| -- | --------------------- | --------------------- | ----------------- | ---------------- |
| 1  | The Smile             | Il sorriso            | 30 settembre 2012 | 30 gennaio 2013  |
| 2  | Beirut Is Back        | Ritorno a Beirut      | 7 ottobre 2012    | 6 febbraio 2013  |
| 3  | State of Independence | Stato di indipendenza | 14 ottobre 2012   | 13 febbraio 2013 |
| 4  | New Car Smell         | Operazione a rischio  | 21 ottobre 2012   | 20 febbraio 2013 |
| 5  | Q&A                   | L'interrogatorio      | 28 ottobre 2012   | 27 febbraio 2013 |
| 6  | A Gettysburg Address  | Fuori controllo       | 4 novembre 2012   | 6 marzo 2013     |
| 7  | The Clearing          | Il chiarimento        | 11 novembre 2012  | 13 marzo 2013    |
| 8  | I'll Fly Away         | Sotto pressione       | 18 novembre 2012  | 20 marzo 2013    |
| 9  | Two Hats              | Doppio gioco          | 25 novembre 2012  | 27 marzo 2013    |
| 10 | Broken Hearts         | Cuori spezzati        | 2 dicembre 2012   | 3 aprile 2013    |
| 11 | In Memoriam           | In Memoriam           | 9 dicembre 2012   | 10 aprile 2013   |
| 12 | The Choice            | La scelta             | 16 dicembre 2012  | 17 aprile 2013   |

## Il sorriso
- Titolo originale: The Smile
- Diretto da: Michael Cuesta
- Scritto da: Alex Gansa e Howard Gordon

### Trama
In seguito a un attacco israeliano contro cinque postazioni nucleari iraniane, la CIA viene a conoscenza di voci riguardanti una possibile ritorsione all'interno degli Stati Uniti. Carrie, lasciata l'agenzia, vive con la sorella e il padre Frank e insegna l'inglese agli immigrati. Ma il capo del Dipartimento antiterrorismo della CIA, David Estes, e Saul sono costretti a richiedere nuovamente la sua collaborazione quando una donna libanese riferisce di volere fornire solamente a lei importanti informazioni riguardanti Abu Nazir. Nel frattempo Brody, ora deputato del Congresso, riceve un incarico da un messaggero, inerente la ritorsione pianificata da Abu Nazir contro gli Stati Uniti. Brody e la moglie Jessica sono nuovamente in crisi in seguito alla scoperta di quest'ultima della conversione alla religione musulmana del marito.
- Durata: 55 minuti
- Guest star: Hrach Titizian (Danny Galvez), Amy Hargreaves (Maggie Mathison), James Rebhorn (Frank Mathison), Zuleikha Robinson (Roya Hammad), Valerie Cruz (Maggiore Joy Mendez), Clara Khoury (Fatima Ali), Timothée Chalamet (Finn Walden).
- Ascolti USA: telespettatori 1 727 000[3]

## Ritorno a Beirut
- Titolo originale: Beirut Is Back
- Diretto da: Michael Cuesta
- Scritto da: Chip Johannessen

### Trama
Carrie si trova in Libano sotto copertura per incontrare la sua fonte, ovvero la moglie di un capo degli Hezbollah, che le rivela che presto suo marito incontrerà Abu Nazir proprio nella capitale. Inizialmente Saul ed Estes dubitano dell'attendibilità di tale informazione, ma dopo un confronto toccante tra Carrie e Saul, quest'ultimo decide di fidarsi di lei e del suo giudizio, dando il via all'operazione di cattura di Abu Nazir. Intanto a Washington Brody e il vicepresidente Walden si trovano insieme al Dipartimento della Difesa degli Stati Uniti, dove Walden invita Brody ad assistere in diretta alla missione che la CIA sta compiendo a Beirut. Brody, ancora fedele ad Abu Nazir, riesce con un sms mandato di nascosto ad avvertire il terrorista del pericolo imminente e a salvargli la vita, mandando all'aria l'operazione dei servizi segreti. Prima di lasciare il paese, Carrie riesce a trovare dei documenti a casa della sua fonte e li consegna a Saul. Prima di inviare il tutto a Langley, Saul scopre, cucita all'interno della borsa, la scheda dati SD con la registrazione del messaggio suicida che Brody aveva registrato a Washington prima del mancato attentato.
- Durata: 48 minuti
- Guest star: Hrach Titizian (Danny Galvez), Clara Khoury (Fatima Ali), Valerie Cruz (Maggiore Joy Mendez), Zuleikha Robinson (Roya Hammad), Talia Balsam (Cynthia Walden), Tim Guinee (Scott Ryan), Larry Pine (Richard Halsted), Marc Menchaca (Lauder Wakefield), Timothée Chalamet (Finn Walden).
- Ascolti USA: telespettatori 1 661 000[4]

## Stato di indipendenza
- Titolo originale: State of Independence
- Diretto da: Lodge Kerrigan
- Scritto da: Alexander Cary

### Trama
Mentre Jessica è impegnata a organizzare una raccolta fondi per i veterani di guerra, alla quale il marito deve tenere un discorso, Roya Hammad, giornalista al soldo di Abu Nazir, avverte Brody che la CIA è sulle tracce del sarto di Gettysburg, lo stesso che gli aveva confezionato il giubbotto esplosivo che quindi deve essere prelevato e portato in un rifugio sicuro. Brody accetta riluttante l'incarico, ma durante il tragitto in auto qualcosa va storto, perché il sarto di nome Bassel, convinto che Brody voglia farlo fuori, scappa e nell'inseguimento cade ferendosi gravemente. Brody si rifiuta di portarlo in ospedale e, spazientito dalle proteste dell'uomo agonizzante e dalle continue telefonate della moglie, lo uccide. Nel frattempo alla raccolta fondi per i veterani, Jessica, umiliata dall'assenza del marito, deve tenere da sola il discorso davanti alla platea che apprezza molto le sue parole. Intanto Carrie si reca a Langley per presenziare al debriefing sulla missione in Libano, ma scopre che Estes ha già tenuto l'incontro senza di lei. Sconvolta per l'ennesima esclusione, lascia la casa della sorella e torna nel suo appartamento dove tenta il suicidio ma, con un improvviso istinto di sopravvivenza, decide di vomitare le pillole e il vino ingeriti. Poco dopo Saul bussa alla sua porta e la donna, ancora intontita dagli psicofarmaci, gli rivela tutta la sua angoscia per essere stata nuovamente esclusa dalla CIA. Saul allora le mostra il microfilm trovato a Beirut con la confessione di Brody e le dice che ha sempre avuto ragione. A notte fonda Brody fa finalmente ritorno a casa e Jessica, furiosa per la sua assenza alla raccolta fondi, capisce che il marito le sta nascondendo qualcosa e lo caccia di casa.
- Durata: 54 minuti
- Guest star: Hrach Titizian (Danny Galvez), Nasser Faris (Bassel, il sarto), James Rebhorn (Frank Mathison), Marc Menchaca (Lauder Wakefield), Zuleikha Robinson (Roya Hammad), Talia Balsam (Cynthia Walden).
- Ascolti USA: telespettatori 1 480 000[5]

## Operazione a rischio
- Titolo originale: New Car Smell
- Diretto da: David Semel
- Scritto da: Meredith Stiehm

### Trama
Saul si reca a casa di David Estes per mostrargli il microfilm con il video suicida di Brody. I due decidono pertanto di avviare un'operazione segreta, per mettere nuovamente sotto sorveglianza il deputato con una squadra composta tra gli altri da Virgil, suo fratello Max e Carrie. Estes finalmente riconosce a Carrie il merito di avere sempre avuto ragione su Brody e pertanto la reintegra nell'agenzia. Al comando dell'operazione viene messo un uomo fidato di Estes, l'agente Peter Quinn, sedicente analista, di cui però nessuno ha mai sentito parlare. Quinn suggerisce a Carrie di improvvisare un incontro "casuale" con Brody a Langley, in modo tale da far sorgere nell'uomo il dubbio che i sospetti su di lui siano ancora vivi e indurlo a commettere un passo falso. Infatti Brody, allarmato, riferisce del suo incontro con Carrie a Roya Hammad, la quale a sua volta gli suggerisce di riallacciare la relazione con la donna. Quella stessa sera Brody, che è stato cacciato di casa dalla moglie, si trova al bar dell'hotel Ashford e telefona a Carrie invitandola per un drink. Ma prima di andare all'appuntamento, Peter Quinn consiglia a Carrie di menzionare Abu Nazir, in modo tale che Brody si innervosisca e si tradisca. Tuttavia una volta insieme, è Carrie a innervosirsi, quando lui le chiede dell'ECT. Convinta che la sua copertura sia saltata, Carrie va in camera di Brody e si sfoga, rivelandogli che ormai alla CIA sanno tutto di lui e della sua missione. A quel punto una squadra speciale fa incursione nella stanza e arresta Brody, sotto gli occhi trionfanti di Carrie.
- Durata: 49 minuti
- Guest star: Zuleikha Robinson (Roya Hammad), Timothée Chalamet (Finn Walden), Maury Sterling (Max Piotrowski), Marc Menchaca (Lauder Wakefield) e Rupert Friend (Peter Quinn).
- Ascolti USA: telespettatori 1 745 000[6]

## L'interrogatorio
- Titolo originale: Q&A
- Diretto da: Lesli Linka Glatter
- Scritto da: Henry Bromell

### Trama
Brody si trova in manette nel locale esterno a Langley in cui viene gestita l'operazione segreta che ha condotto alla sua cattura. Estes, furioso con Carrie per avere fatto saltare la copertura, incarica Quinn di condurre l'interrogatorio del deputato. Brody nega qualunque coinvolgimento con Abu Nazir. Nega di avere mai conosciuto il piccolo Issa e nega di avere indossato un giubbotto esplosivo al fine di uccidere il vicepresidente e il suo staff. Quando però Quinn gli mostra il filmato della sua confessione suicida, l'uomo è costretto ad ammettere tutto. Continua però a negare il fatto di avere indossato il giubbotto, sostenendo che il giorno dell'attentato al Dipartimento di Stato Walker lavorasse da solo. Quinn, spazientito dall'atteggiamento di Brody, perde la testa e gli conficca un coltello nella mano sinistra. A questo punto l'agente viene allontanato e Carrie prende le redini dell'interrogatorio. Nel lungo e drammatico confronto che segue, rinasce tra i due quella speciale empatia che li aveva legati in passato e Brody, toccato dalle parole di Carrie, finalmente le confessa tutto. Intanto Dana esce con Finn Walden, il figlio del vicepresidente, e durante un giro in macchina ad alta velocità i due investono una donna, ma decidono di non soccorrerla e di non dire niente a nessuno, per non compromettere la carriera politica dei rispettivi padri. I vertici della CIA decidono di usare Brody come agente doppiogiochista, offrendogli in cambio la cancellazione delle accuse e l'inserimento nel programma di protezione testimoni, che l'uomo accetta. Jessica, preoccupata per il marito, lo riaccoglie in casa a patto che lui le riveli il suo segreto. Brody allora le dice che il motivo del suo strano comportamento degli ultimi tempi è dovuto al fatto che sta lavorando sotto copertura per la CIA.
- Durata: 56 minuti
- Guest star: Timothée Chalamet (Finn Walden), Hrach Titizian (Danny Galvez) e Rupert Friend (Peter Quinn).
- Ascolti USA: telespettatori 2 073 000[7]

## Fuori controllo
- Titolo originale: A Gettysburg Address
- Diretto da: Guy Ferland
- Scritto da: Chip Johannessen

### Trama
Carrie e Quinn, dietro indicazione di Brody, sorvegliano Roya Hammad. Mentre una squadra di agenti in borghese la pedina ella incontra un uomo, che però alla CIA non riescono a identificare. Carrie suggerisce di coinvolgere Brody, che a sua volta non riconosce il contatto di Roya, ma rivela agli agenti che il sarto di Gettysburg è morto in seguito a un incidente. Quinn mette insieme una squadra di investigatori e si reca a Gettysburg per perquisire il negozio del sarto, mentre Carrie chiede a Brody di infrangere il protocollo e di avvicinare lui stesso Roya Hammad, per cercare di avere informazioni sull'uomo che ha incontrato.
Nel frattempo a Gettysburg, durante la perquisizione del negozio del sarto, un gruppo di uomini di Abu Nazir capeggiati dal contatto di Roya fanno incursione nel locale, uccidendo sei agenti della CIA e ferendo gravemente Quinn e l'agente Danny Galvez. Nell'incursione portano via una cassa piena di esplosivo nascosta dietro un muro.
Intanto Dana, sconvolta dai sensi di colpa per avere investito una passante, si reca nell'ospedale dove è ricoverata la donna e scopre che la poveretta è in fin di vita. Ma Finn però continua a volere mantenere il segreto sull'incidente con suo padre. A tarda serata Carrie irrompe nell'ufficio di Brody, accusandolo di avere in qualche modo avvertito Roya Hammad e di essere pertanto il responsabile della strage di Gettysburg. Ma l'uomo si difende sostenendo di essere dalla parte della CIA. Carrie alla fine gli crede.
- Durata: 49 minuti
- Guest star: Hrach Titizian (Danny Galvez), Maury Sterling (Max Piotrowski), Timothée Chalamet (Finn Walden), Marc Menchaca (Lauder Wakefield), Zuleikha Robinson (Roya Hammad), Mido Hamada (Uomo), Seth Gilliam (Chapman) e Rupert Friend (Peter Quinn).
- Ascolti USA: telespettatori 1 741 000[8]

## Il chiarimento
- Titolo originale: The Clearing
- Diretto da: John Dahl
- Scritto da: Meredith Stiehm

### Trama
La famiglia Brody si trova a trascorrere un fine settimana fuori città, a una raccolta fondi per la campagna elettorale del vicepresidente organizzata da un suo sostenitore. Il compito che Roya Hammad affida a Brody è quello di appoggiare Walden e dargli tutto il suo sostegno nella corsa alla Casa Bianca, in modo tale da essere favorito nella corsa alla vicepresidenza. Brody si trova molto sotto pressione. Da un lato Abu Nazir tramite Roya Hammad e dall'altro la CIA gli stanno facendo perdere il controllo. Come se non bastasse l'amico Mike Faber ha scoperto che è stato lui a uccidere Tom Walker e, nonostante Saul ed Estes gli abbiano imposto di smettere di fare domande sull'accaduto, l'uomo continua a indagare per conto suo. Carrie decide allora di incontrare Mike per ribadirgli il concetto. Intanto Brody ha una lunga conversazione con il proprietario della tenuta che ospita la raccolta fondi. L'uomo, un ex militare, rivela a Brody tutta la sua stima e lo indica come candidato ideale alla vicepresidenza. Dopo questo confronto Carrie incontra Brody in una radura nei pressi della dacia e lo informa che Mike non gli darà più problemi. Brody, visibilmente turbato, racconta a Carrie della conversazione con il suo ospite e le confessa che avrebbe voluto essere un uomo diverso. Carrie lo consola e Brody, prima di allontanarsi per tornare alla dacia, la bacia appassionatamente, confessandole di sentirsi usato da lei, ma che allo stesso tempo, gli bastano pochi minuti in sua compagnia per sentirsi bene.
Nel frattempo Saul si reca al carcere di massima sicurezza dove è rinchiusa Aileen Morgan, la terrorista rea confessa che aveva dato alla CIA la soffiata su Tom Walker. Saul le chiede di identificare il terrorista che lavora con Roya Hammad, ma Aileen prima gli passa informazioni sbagliate per potere ottenere migliori condizioni riguardo al suo stato di prigionia e poi, quando Saul si allontana per andare a parlare con il direttore dell'istituto, ne approfitta per suicidarsi tagliandosi le vene con una lente degli occhiali di lui.
Dana e Finn hanno finalmente confessato l'omicidio alle loro madri, ma Jessica vuole denunciare il fatto, mentre Cynthia Walden non è d'accordo. Jessica allora racconta tutto a Brody e l'uomo decide di accompagnare la figlia alla polizia l'indomani. Il vicepresidente però, deciso a coprire la vicenda, incarica Estes di impedire a Brody di denunciare l'omicidio e a sua volta, telefona a Carrie ordinandole di intercettare l'uomo e la figlia. Fuori dalla stazione della polizia Carrie blocca Brody e gli dice che, se sporgerà denuncia, si alienerà la simpatia di Walden e andrà contro il volere di Abu Nazir, perdendo così l'accordo che ha con la CIA. Brody, riluttante, dice alla figlia che la denuncia dovrà essere rimandata e perciò la ragazza scappa via furente.
- Durata: 52 minuti
- Guest star: Talia Balsam (Cynthia Walden), Zuleikha Robinson (Roya Hammad), Timothée Chalamet (Finn Walden), Maury Sterling (Max Piotrowski), Marin Ireland (Aileen Morgan), John Finn (Rex Henning), Victor Slezak (Warden Jack Prithard) e Rupert Friend (Peter Quinn).
- Ascolti USA: telespettatori 1 905 000[9]

## Sotto pressione
- Titolo originale: I'll Fly Away
- Diretto da: Michael Cuesta
- Scritto da: Howard Gordon e Chip Johannessen (soggetto), Chip Johannessen (sceneggiatura)

### Trama
Dana, sconvolta per l'atteggiamento del padre, si rifugia a casa di Mike, mentre Brody e Jessica litigano furiosamente. La donna gli dice di lasciare l'incarico con la CIA, ma Brody non può. Carrie, che ha ascoltato tutto dal furgone di Virgil, va da Brody e gli dice di riprendersi, perché deve andare a un importante incontro con Roya Hammad. Inizialmente Brody angosciato e schiacciato dagli eventi, rifiuta, ma Carrie lo convince: Brody incontra quindi la giornalista, ma trasgredisce gli ordini della CIA e informa la Hammad che non intende più lavorare al servizio di Abu Nazir. A questo punto Quinn e la CIA sono decisi a chiudere l'operazione e ad arrestare Brody, ma di nuovo Carrie agisce di sua iniziativa disobbedendo agli ordini e, prima che la copertura di Brody salti, si allontana in macchina con lui. Estes, furioso, ordina a Saul di ritrovarli e di ricondurli a Washington proprio mentre, in un motel fuori città, Carrie sfrutta tutto l'ascendente che ha su Brody per convincerlo a continuare la missione sotto copertura per la CIA. I due si baciano e vanno a letto insieme, ma la camera è sotto sorveglianza: infatti Carrie ha condotto Brody in un motel che Saul conosceva e che era considerato dai due un rifugio sicuro. Saul, Quinn e gli altri agenti ascoltano quindi l'incontro bollente tra Carrie e Brody e quando Quinn si mostra determinato a chiudere l'operazione Saul lo convince a dare fiducia a Carrie. Infatti il piano della donna funziona e l'indomani Brody telefona a Roya Hammad per scusarsi e per ribadire la sua devozione alla causa di Abu Nazir. Carrie torna quindi a Langley, dove Saul le rivela che la sera prima lei e Brody erano stati rintracciati e intercettati e che tutti avevano ascoltato il loro incontro. Intanto Roya incontra Brody nel parcheggio del Rayburn e lo conduce fuori città per un importante incontro, mentre Carrie, sospettando che la donna abbia capito il doppio gioco di Brody, decide di seguirli insieme a Virgil e Max. È sera inoltrata e Roya e Brody fermano la macchina in una radura isolata, dove un elicottero preleva Brody per condurlo al cospetto di Abu Nazir, misteriosamente entrato sul suolo americano.
- Durata: 51 minuti
- Guest star: Mido Hamada (Uomo), Zuleikha Robinson (Roya Hammad), Maury Sterling (Max Piotrowski), Jeanette Dilone (Inez) e Rupert Friend (Peter Quinn).
- Ascolti USA: telespettatori 1 867 000[10]

## Doppio gioco
- Titolo originale: Two Hats
- Diretto da: Dan Attias
- Scritto da: Alexander Cary

### Trama
Alla CIA sono tutti convinti che Brody sia morto. L'uomo in realtà ha trascorso le ultime dodici ore in compagnia di Abu Nazir e quando il terrorista lo lascia andare Brody telefona a Carrie e le chiede di mettere in salvo la sua famiglia. La donna incarica quindi Mike di scortare Jessica e i ragazzi in un rifugio sicuro della CIA. Nei locali esterni di Langley Brody racconta a Carrie, Saul, Quinn ed Estes del suo incontro con Abu Nazir e del suo piano per un attacco terroristico: l'obiettivo è una base navale, che l'indomani avrebbe ospitato il rientro in patria di trecento soldati americani dall'Afghanistan. Alla cerimonia avrebbero presenziato anche Brody e il vicepresidente Walden e dunque il compito che Abu Nazir ha affidato al deputato è quello di convincere il vicepresidente ad ammettere alla cerimonia anche Roya Hammad e la sua troupe televisiva, il cui furgone sarà pieno dell'esplosivo sottratto nel negozio del sarto di Gettysburg. Gli agenti si fidano delle parole di Brody, ma l'uomo ha omesso di rivelare alcuni momenti del suo incontro con Abu Nazir.
Intanto Virgil e Max, su indicazione di Carrie, entrano nella casa di Peter Quinn per reperire informazioni sul suo conto e scoprono che in realtà non è un comune analista della CIA, bensì un cecchino militare. Saul decide di indagare sull'uomo e con l'aiuto dei due fratelli scopre che Quinn lavora per Dar Adal, il capo delle missioni speciali. Nel rifugio segreto della CIA Jessica e Mike si riavvicinano e passano la notte insieme.
Il giorno dell'attentato Carrie, Virgil e Max seguono Roya Hammad in un fast food, nel cui parcheggio gli uomini di Abu Nazir stanno caricando l'esplosivo sul furgone della giornalista. A questo punto intervengono gli agenti in borghese che arrestano Roya e la sua troupe, pur non trovando traccia del terrorista. Nel frattempo Quinn, fingendosi un autista, va a prendere Brody a casa ed è pronto a eliminarlo, quando all'ultimo istante riceve da Estes l'ordine di fermarsi: Abu Nazir è ancora a piede libero e la CIA ha ancora bisogno di Brody per poterlo catturare.
- Durata: 48 minuti
- Guest star: F. Murray Abraham (Dar Adal), Zuleikha Robinson (Roya Hammad), Mido Hamada (Uomo), Maury Sterling (Max Piotrowski), Daniella Pineda (Julia Diaz), Valerie Cruz (Maggiore Joy Mendez) e Rupert Friend (Peter Quinn).
- Ascolti USA: telespettatori 2 015 000[11]

## Cuori spezzati
- Titolo originale: Broken Hearts
- Diretto da: Guy Ferland
- Scritto da: Henry Bromell

### Trama
Saul incontra Dar Adal, il quale gli rivela che Peter Quinn è un suo agente e che Estes ha intenzione di servirsene per eliminare Brody dopo avere catturato Abu Nazir. Una volta sventato l'attentato alla base navale Brody si ricongiunge alla sua famiglia ancora ospite nel rifugio segreto della CIA, dove riceve una telefonata di Carrie: l'agente gli rivela che il Procuratore generale è pronto a onorare i patti, vale a dire a inserire la famiglia Brody nel programma protezione testimoni, a patto che egli rinunci alla carica di deputato. Una volta salita in macchina Carrie viene però investita da un'auto e rapita da Abu Nazir: il terrorista è deciso a vendicarsi del tradimento di Brody e a usare Carrie come merce di scambio. Abu Nazir quindi ricatta Brody, ordinandogli di introdursi nell'ufficio del vicepresidente per sottrarre dal suo studio il numero di serie del pacemaker di Walden, grazie al quale si può accedervi in remoto e potere alterarne il funzionamento. Pur di salvare la vita di Carrie Brody accetta di eseguire l'ordine e riesce a fornire ad Abu Nazir il numero richiesto. Così, durante un'accesa conversazione con Brody, il vicepresidente Walden ha un malore provocato dal codice ottenuto da Abu Nazir e muore stroncato da un infarto. Abu Nazir rispetta i patti e libera Carrie che, invece di mettersi in salvo, avverte della sua liberazione i colleghi a Langley e si lancia all'inseguimento del terrorista.
- Durata: 48 minuti
- Guest star: F. Murray Abraham (Dar Adal), Valerie Cruz (Maggiore Joy Mendez), Hrach Titizian (Danny Galvez), Timothée Chalamet (Finn Walden), David Bishins (Robert Valence) e Rupert Friend (Peter Quinn).
- Ascolti USA: telespettatori 2 200 000[12]

## In Memoriam
- Titolo originale: In Memoriam
- Diretto da: Jeremy Podeswa
- Scritto da: Chip Johannessen

### Trama
Carrie insegue Abu Nazir nella fabbrica abbandonata, in cui era stata tenuta prigioniera dal terrorista. Nel frattempo Quinn e i suoi uomini si uniscono alla ricerca e circondano l'edificio senza successo. Inizialmente Carrie pensa che tra gli agenti intervenuti possa esserci una talpa che lo abbia aiutato a fuggire ma, dopo avere accusato ingiustamente Galvez, la donna deve ricredersi. Tornata a Langley Carrie interroga Roya Hammad con la vana speranza di ottenere informazioni sul nascondiglio di Abu Nazir. Sulla strada di casa però, ripensando alle parole della giornalista, ha un'illuminazione e torna alla fabbrica abbandonata, convinta che il terrorista non si sia mai allontanato dall'edificio. Ancora una volta l'intuito di Carrie non sbaglia e grazie all'aiuto di una squadra SWAT riesce a catturare il terrorista, che però mentre cerca di fuggire viene ucciso dai cecchini. Intanto a Langley Saul, che ha scoperto il piano di Estes e Quinn per uccidere Brody, viene trattenuto contro la sua volontà e sottoposto alla macchina della verità. Estes infatti ha intenzione di incastrarlo con il poligrafo per poterlo screditare e licenziare, non condividendone le sue modalità operative. Appresa la notizia della morte di Abu Nazir la famiglia Brody fa ritorno a casa, ma Nicholas ha deciso di lasciare Jessica e i figli per stare con Carrie, proprio mentre Peter Quinn lo sta seguendo fino al suo appartamento.
- Durata: 52 minuti
- Guest star: Hrach Titizian (Danny Galvez), Zuleikha Robinson (Roya Hammad), James Urbaniak (Larry), Chance Kelly (Mitchell Clawson), Valerie Cruz (Maggiore Joy Mendez) e Rupert Friend (Peter Quinn).
- Ascolti USA: telespettatori 2 363 000[13]
- Nota: originariamente l'episodio si intitolava The Motherfucker with the Turban (Il figlio di puttana con il turbante), ma il titolo è stato cambiato pochi giorni prima della messa in onda su Showtime.

## La scelta
- Titolo originale: The Choice
- Diretto da: Michael Cuesta
- Scritto da: Alex Gansa e Meredith Stiehm

### Trama

Brody e Carrie vengono sbalzati all'indietro dall'esplosione della bomba piazzata nell'auto di Brody.

Carrie e Brody si trovano a trascorrere il weekend alla baita di famiglia e discutono del loro futuro insieme. Carrie, convinta di non potere avere entrambi, è combattuta tra il desiderio di stare con l'uomo che ama e la devozione al suo lavoro. A osservarli da lontano, appostato tra gli alberi, c'è Peter Quinn, che ha il compito di uccidere Brody per ordine di Estes, ma quando finalmente si presenta l'occasione buona per eliminarlo, il cecchino ha un ripensamento. Quinn va quindi da Estes e gli riferisce che non intende uccidere Brody. Le informazioni fornite dal sergente si erano rivelate valide e la sua morte avrebbe giovato solo al suo capo, causando invece la rovina di Carrie, nei cui confronti egli nutre una stima sincera. Estes è così costretto ad accettare la decisione di Quinn e pertanto ordina anche il rilascio di Saul. A Langley Saul e Carrie hanno una discussione. L'uomo la avverte che presto sarà promossa a capo sezione della CIA. Carrie però si dimostra tutt'altro che felice della notizia, perché restare alla CIA significherebbe lasciare Brody. Quel pomeriggio a Langley Carrie e Brody, insieme alle più alte cariche dello Stato e della CIA, presenziano a una cerimonia in memoria del vicepresidente Walden. Contemporaneamente Saul, ancora in rotta con Estes, partecipa al rituale della sepoltura in mare di Abu Nazir, su una nave militare. Durante la commemorazione, la coppia si allontana e Carrie comunica a Brody che ha deciso di rinunciare al suo lavoro per stare con lui. Ma improvvisamente qualcosa non quadra: il fuoristrada di Brody è stato spostato e parcheggiato vicino alla grande sala dove Estes sta tenendo il discorso in memoria di Walden. Quando i due se ne accorgono, è troppo tardi: un'esplosione devastante distrugge Langley, uccidendo quasi tutti i presenti alla cerimonia, ma Carrie e Brody miracolosamente si salvano. Inizialmente Carrie crede che Brody sia l'artefice dell'attentato, ma l'uomo la convince della sua innocenza, sostenendo che Abu Nazir aveva architettato tutto da solo. Il terrorista infatti si era sacrificato affinché alla CIA, convinti di avere sventato la minaccia terroristica, abbassassero la guardia. Carrie gli crede ma, sicura che nessun altro lo farà, lo aiuta a scappare. Gli uomini di Al-Qaida intanto rivendicano l'attentato di Langley e le reti televisive iniziano a mandare in onda il video suicida che Brody aveva registrato un anno prima. Presso il confine con il Canada, Carrie e Brody si dicono addio: Carrie non lo seguirà, ma resterà alla CIA per trovare le prove della sua innocenza e riscattare il suo nome, mentre Saul è convinto che anche Carrie sia rimasta uccisa nell'attentato e che il suo corpo si trovi tra le macerie. Dopo la morte di Estes e delle più alte cariche della CIA, è Saul l'agente in servizio più alto in grado e pertanto viene incaricato di condurre le indagini sull'attentato. Mentre recita il Kaddish di fronte alle salme delle centinaia di vittime dell'esplosione, il suo viso è illuminato da un sorriso di sollievo, quando vede comparire Carrie sana e salva.
- Durata: 66 minuti
- Guest star: Talia Balsam (Cynthia Walden), Timothée Chalamet (Finn Walden), Sarita Choudhury (Mira Berenson), Billy Smith (Agente speciale Hall), John Cariani (Jeff Ricker), Alon Moni Aboutboul (Capo del gruppo combattente terrorista), Edelen McWilliams (Sloane Nelson) e Rupert Friend (Peter Quinn).
- Ascolti USA: telespettatori 2 290 000[14]